# جسر قوس قزح (اليابان)
جسر قوس قزح هو جسر معلق في خليج طوكيو ، بدأ البناء فيه عام 1987 و اكتمل في عام 1993. طول الجسر 798 متر هناك مصابيح وضعت على أسلاك دعم الجسر وهي مضيئة في ثلاثة ألوان مختلفة، الأحمر والأبيض والأخضر، حيث تضاء كل ليلة باستخدام الطاقة الشمسية التي تم الحصول عليها خلال النهار .